# Javier Moreno Barber
Javier Moreno Barber (París, Francia, 20 de mayo de 1963) es un periodista español. Fue director del diario El País entre mayo de 2006 y mayo de 2014, y retomó de nuevo el cargo entre el 18 de junio de 2020 y el 2 de agosto de 2021 en sustitución de Soledad Gallego-Díaz.

## Trayectoria
Moreno es licenciado en Ciencias Químicas, en la especialidad industrial, por la Universidad de Valencia y como tal ejerció en Alemania antes de realizar, en 1992, el máster de Periodismo que imparten la Universidad Autónoma de Madrid y El País. Inmediatamente después trabajó en la sección de Economía del periódico y en 1994 se incorporó a la edición mexicana del diario como jefe de redacción. 
De vuelta a España en la sección de Internacional, coordinó El País, donde cubrió el proceso de cambio que culminó con la salida del Partido Revolucionario Institucional del Gobierno mexicano. Ejerció de enviado especial a varios acontecimientos internacionales, como las elecciones venezolanas o las cumbres del Fondo Monetario Internacional hasta que en 1999 fue nombrado jefe de la sección de Economía. 
En 2002 fue corresponsal en Berlín. En 2003 fue nombrado director del diario económico Cinco Días, editado por el Grupo Prisa.
El 23 de abril de 2006 se ratificó el nombramiento de Javier Moreno como director de El País en sustitución de Jesús Ceberio.En mayo de 2006, coincidiendo con el 30.º aniversario del diario, Javier Moreno asumió las funciones como cuarto director en la historia de El País. 
En febrero de 2007 eligió un comité para emprender la mayor remodelación en los 31 años del periódico. Tras ocho meses de trabajo, el 21 de octubre de 2007 salió a los quioscos la nueva versión de El País, rediseñado, con más énfasis en fotos y gráficos e informativamente más centrado en los temas propios, según explicó el propio diario. El lema cambió de Diario independiente de la mañana a El periódico global en español. También se modificó la cabecera al añadirse un acento a la palabra país.
En marzo de 2009 se produjo la segregación de El País en tres empresas: una que agrupa las redacciones de papel y digital, ambas dirigidas por Moreno, y el área de marketing; otra de servicios administrativos; y una tercera que aglutina el área de producción. El 5 de junio de ese año El País publicó unas fotos de Berlusconi y sus invitados en su finca de Cerdeña en exclusiva mundial. Según el diario, su edición digital batió ese día todos los récords con más de tres millones y medio de visitas.
Bajo su dirección, El País ha publicado exclusivas como los papeles del Departamento de Estado de los Estados Unidos, filtrados por WikiLeaks, o los llamados papeles de Bárcenas, relacionados con los supuestos sobresueldos, financiación ilegal y estructura de donaciones del Partido Popular. También bajo su dirección el diario llevó a cabo el primer expediente de regulación de empleo (ERE) de su historia, que terminó con 129 despidos. En 2013 puso en marcha la edición América de este periódico.
El 26 de febrero de 2014 se anunció su salida de la dirección de El País para dar paso al periodista Antonio Caño, en el cargo hasta 2018. 
Tras dejar la dirección de El País en 2014, Moreno fue el director-fundador de la Leading European Newspaper Alliance (LENA), que agrupa a ocho periódicos líderes en Europa (Le Figaro, Le Soir, Tages-Anzeiger, Tribune de Genève, Die Welt, La Repubblica, Gazeta Wyborcza y El País). 
Dirigió la Escuela de Periodismo UAM-El País desde diciembre de 2017 hasta junio de 2018, fecha en la que fue nombrado director de El País en América, con sede en Ciudad de México. 
El 15 de junio de 2020 se anunció la vuelta de Moreno a la dirección de El País en sustitución de la periodista Soledad Gallego-Díaz, que había ocupado el puesto desde 2018 siendo la primera mujer en dirigir el periódico desde su fundación en 1976.En la votación de la redacción, Javier Moreno obtuvo un 57,1% de votos favorables (172) y un 22,9% de votos en contra (69). Hubo un 19,9% de votos en blanco (60). El censo total era de 414 personas., de las que participaron 301 personas (el 72,7%).
El 3 de agosto de 2021 fue relevado por Pepa Bueno al frente de la dirección de El País.